# ظهور محمد بن الحسن المهدي
ظهور محمد بن الحسن المهدي هو اعتقاد شيعي خاصة الشيعة الاثنا عشرية متعلق بعلم آخر الزمان، وهو أن الإمام الثاني عشر محمد بن الحسن المهدي سيعود في وقت غير محدد ويقيم دولة الإسلام والسلام والعدالة. وستكون هذه نهاية الغيبة الكبرى، منذ أن «اختفى» عام 941 م.

## معنى الظهور
الظهور لغة بمعنى بروز الشيء وخروجه من حيز الاستتار. ويعني أن الشيء يظهر بعد أن كانمستترا. والمستفاد من مفردة الظهور أنّها توحي عن شدّة الاظهار للمستتر.

## شخصية محمد بن الحسن المهدي
يعتقد الشيعة الاثنا العشرية أنه المتمم لسلسلة الأئمة، فهو الإمام الثاني عشر والأخير الذي سيأتي «ليملأ الأرض قسطًا وعدلًا بعدما ملئت ظلمًا وجورًا». ويُعتقد أن الإمام الحادي عشر الحسن العسكري أنجب طفلا وهو محمد وظل يحاول إخفاءه عن الناس إلا المقربين منه فقط خوفا على الطفل من سطوة الدولة العباسية والذي «اختفى» منذ عام 941 م. يشكك في هذه الرواية بعض المؤرخين الذين يعتقدون أن الحسن العسكري مات دون أن يُنجب أي طفل.

## مراحل الظهور حسب الاعتقاد الشيعي

### مرجلة القيام
- روى زرارة عن محمد الباقر أنه قال: «إنّ للقائم غيبة قبل ظهوره».[7]

- عن جعفر الصادق قال: «إذا أراد الله إظهار أمره نكت في قلبه نكتة فظهر فقام بأمر الله تعالى».[8]

### الظهور
- روي عن علي بن الحسين أنّه قال: «إذا قام قائمنا أذهب الله عز وجل عن شيعتنا العاهة وجعل قلوبهم كزبر الحديد».[9]
- عن جعفر الصادق أنّه قال: «يَقُومُ الْقَائِمُ ولَيْسَ لأَحَدٍ فِي عُنُقِهِ عَهْدٌ ولا عَقْدٌ ولا بَيْعَةٌ».[10]

- يُنسب للنبي محمد أنّه قال: «لا تقوم الساعة حتى يقوم قائم للحق منا».[11]
- عن محمد الباقر: «إِقذامَ قائِمُنَا وضعَ اللَّهُ يدهُ على رُءُوسِ العبادِ فجمعَ بها عُقُولَهُمْ وكملتْ به أَحلامُهُمْ».[12]
- بعض الروايات عبّرت عن ظهور المهدي بالخروج كالحديث المنسوب لجعفر الصادق: «خروج القائم من المحتوم».[13]

### مرحلة حكم المهدي
- يُنسب للنبي محمد أنّه قال: «لا تذهب الدنيا حتى يخرج رجل مني يحكم بحكومة آل داود».[14]

- وراوية أخرى: «أبشركم بالمهدي، رجل من قريش من عترتي، يبعث في أمتي على اختلاف من الناس وزلازل، فيملأ الأرض قسطا، وعدلا كما ملئت جورا وظلما، ويرضى عنه ساكن السماء وساكن الأرض، ويقسم المال صحاحا».[15]
- وأيضًا : «يبعثُ اللّه من عترتي أهل بيتى رَجُلاً... يُحبّه ساكنُ السماء وساكنُ الأرض».[16]

## زمن الظهور
لم يُذكر موعد أو زمن الخروج أو الظهور، مما روي عن جعفر الصادق أنّه قال: «كذب الموقتون ما وقتنا فيما مضى ولا نوقت فيما يستقبل». وعليه لا يمكن ضرب موعد محدد لظهوره، وعن محمد الباقر حينما سئل عن تاريخ ظهوره قال: «كذب الوقاتون كذب الوقاتون كذب الوقاتون». وحذر أئمة الشيعة من الانجرار وراء من يدعي معرفة زمن ظهره، فقد روي عن جعفر الصادق أنّه قال: «من وقت لك من الناس شيئا فلا تهابن أن تكذبه فلسنا نوقت لأحد وقتا».